# Jay Bentley
Jay Dee Bentley (Wichita, 6 giugno 1964) è un bassista statunitense, cofondatore della punk rock band Bad Religion dove ha suonato dal 1979 al 1982 ed alla quale si è riassociato nel 1986.
È stato membro di altre importanti band di Los Angeles come i Wasted Youth, i T.S.O.L. o i Circle Jerks.

## Strumentazione

### Bassi
- Epiphone Jack Casady Signature
- Epiphone Les Paul Special
- Fender Precision
- Alcuni bassi Schecter, fra cui un signature Robert DeLeo
- Greco Thunderbird
- Rickenbacker 4000 [1]